# São João da Barra
São João da Barra es una ciudad del estado de Río de Janeiro, Brasil.
Ocupa una superficie de 458.611 km², con 39 399 habitantes (2013). Fue creada en 1677.